# Periclina cucurbitata
Periclina cucurbitata är en fjärilsart som beskrevs av Achille Guenée 1858. Periclina cucurbitata ingår i släktet Periclina och familjen mätare. Inga underarter finns listade i Catalogue of Life.